# Ауґштуя
Ауґштуоя (лат. Augštūja) — село краю Лиепупе Лимбазького повіту. 